# Asqués
Asqués est un village de la province de Huesca, situé à environ 8 kilomètres au nord-ouest de la ville de Sabiñánigo, à 1 140 mètres d'altitude, dans le Val d'Acumuer. Il comptait vingt habitants en 1900, mais est aujourd'hui inhabité. L'église du village a été construite au XVIIIe siècle.